# Джон Алан Робінсон
Джон А́лан Ро́бінсон (англ. John Alan Robinson; нар. 9 березня 1930, Йоркшир, Велика Британія — 5 серпня 2016, Портленд, США) — англійський філософ і логік, зробив важливий внесок у становлення логічного програмування. Його називають одним із засновників сучасної програмованої логіки. У 1996 р. Робінсон отримав премію імені Жака Ербрана за видатний внесок у розвиток автоматизації міркувань.

## Біографія
Джон Алан Робінсон народився в Галіфаксі (місто в графстві Йоркшир в Англії) 9 березня 1930 року. Вивчав Античність в Кембріджському університеті і після закінчення в 1952 році переїхав до США. Там почав вивчення філософії, спершу в Орегонському університеті, а потім в 1956 році у Принстонському університеті йому було присуджено ступінь доктора філософії. У 1990 році він отримав громадянство США.

Працював в хімічному концерні DuPont, де він отримав знання в області програмування і математики.
У 1961 році змінив місце роботи на Університет Райса. Тут, з 1961 по 1966 рік він займався математикою, а з 1967 року завідував кафедрою і з 1993 року є почесним професором. 

У 1963 році в журналі АСМ з'явилася його стаття на тему «Машинно-орієнтована логіка», а вже у 1965 році він опублікував роботу «Машинно-орієнтована логіка, заснована на принципі резолюції», яка є основоположною в автоматизації правила резолюцій в логіці та є основою для виведення механізмів, використовуваних при програмуванні логіки і мови програмування Пролог. Його наукова діяльність отримала загальне визнання.
У 1985 році Американське математичне товариство присудило йому свою основну нагороду за його внесок в автоматизоване доведення теорем.

У 1995 році фонд Гумбольдта вручив йому свій приз для видатних наукових співробітників.

У 1996 року Робінсон отримав премію імені Жака Ербрана за видатний внесок у розвиток автоматизації міркувань.
Професор Робінсон був удостоєний двох почесних докторських ступенів (Католицьким університетом Левена в Бельгії та університетом Упсали у Швеції). Був викладачем-відвідувачем кількох школах та університетах, а саме в університеті Единбурга в Шотландії, Кейо в Японії, Упсала в Швеції і Дармштадті в Німеччині і в Fujitsu Laboratories в Токіо. Він також керував міжнародною літньою школою в місті Марктобердорф (Німеччина).
Алан Робінсон був засновником і редактором журналу «Journal of Logic Programming», журнал схвалений Асоціацією по логічному програмуванню і є одним з ключових посібників в цій галузі. Асоціація призначила постійні членські внески.
Крім того, він співпрацює з іншими редакціями журналів, такими як «New Generation Computing» та «Journal of Symbolic Computation».
З нагоди 60-річчя Алана Робінсона, Наукова спільнота надрукувала на його честь книгу есе з обчислювальної логіки під редакцією Жан-Луї Лассез (Jean-Louis Lassez) і Гордон Плоткин (Gordon Plotkin).
Крім того, дивовижною була його робота як редактора та співавтора. З 1993 по 1995 рік Джон Алан Робінсон та Кріс Хоггер працюють над одним з чотирьох томів книги «Logic in Artificial Intelligence and Logic Programming», пізніше її надрукує Оксфордський університет.
У 2000 році він з Андрієм Воронковим відредагували довідник «Handbook of Automated Reasoning», який був опублікований в трьох томах видавництвами Ельзевір (Elsevier) та MIT Press.
Ці публікації зараз використовують студенти, вчені, науковці як фундаментальні посібники.
Як людина Алан Робінсон більше, ніж просто відомий учений. Він мислитель, гарний співрозмовник, з великим почуттям гумору і дуже гарний педагог.
Дуже ввічливий і терплячий керівник дослідників, допомагає молоді і підтримує їх. Алан має пристрасть до камерної музики і є прекрасним піаністом.
1 жовтня 2003 Професор Робінсон був удостоєний звання почесного доктора в Політехнічниому університеті Мадрида.

## Наукова діяльність
- 1956—1961 — Працював в хімічному концерні DuPont
- 1961 — працює в Університеті Райса.
- 1963 — … — починає публікуватися в журналах
- 1967 — … — завідує кафедрою в Університеті Райса

## Публікації
- 1963 — John Alan Robinson: Theorem-Proving on the Computer. J. ACM 10(2): 163—174
- 1965 — John Alan Robinson: A Machine-Oriented Logic Based on the Resolution Principle. J. ACM 12(1): 23-41
- 1967 — John Alan Robinson, Norman M. Martin: Meeting of the Association for Symbolic Logic. J. Symb. Log. 32(3): 430
- 1968 — John Alan Robinson: New directions in mechanical theorem proving. IFIP Congress (1): 63-69
- 1983 — John Alan Robinson: Logic Programming — Past, Present and Future. New Generation Comput. 1(2): 107—124
- 1984 — John Alan Robinson: Editor's Introduction. J. Log. Program. 1(1): 1-2
- 1986 — John Alan Robinson: Merging Functional with Relational Programming in a Reduction Setting (Abstract of an Invited Lecture) LICS: 2
- 1986 — John Alan Robinson: The Future of Logic Programming (Invited Paper). IFIP Congress 1986: 219—224
- 1986 — John Alan Robinson: Is Logic Programming Enough? DS-2 1986: 307—319
- 1991 — John Alan Robinson: Formal and Informal Proofs. Automated Reasoning: Essays in Honor of Woody Bledsoe: 267—282
- 1992 — John Alan Robinson: Logic and Logic Programming. Commun. ACM 35(3): 40-65
- 1992 — John Alan Robinson: The Role of Logic in Computer Science and Artificial Intelligence. FGCS: 199—210
- 1994 — John Alan Robinson: Introduction: 10th Birthday Special Issue of The Journal of Logic Programming. J. Log. Program. 19/20: 5-8
- 1994 — John Alan Robinson: Logic, Computers, Turing, and von Neumann. Machine Intelligence 13: 1-35
- 1995 — John Alan Robinson, Jonas Barklund: Vesper. Machine Intelligence 15: 360—377
- 1997 — John Alan Robinson: Informal Rigor and Mathematical Understanding. Kurt Gödel Colloquium: 54-64
- 1997 — John Alan Robinson: Unification and resolution in retrospect. JFPLC: 241-
- 1997 — John Alan Robinson, Tomas P. Flores: Novel Techniques for Visualizing Biological Information. ISMB: 241—249
- 2000 — John Alan Robinson: Proof = Guarantee + Explanation. Intellectics and Computational Logic: 277—294
- 2000 — John Alan Robinson: Computational Logic: Memories of the Past and Challenges for the Future. Computational Logic: 1-24
- 2001 — John Alan Robinson: Invited editorial. TPLP 1(1): 1
- 2001 — John Alan Robinson, Andrei Voronkov: Preface. Handbook of Automated Reasoning
- 2001 — John Alan Robinson, Andrei Voronkov: Handbook of Automated Reasoning (in 2 volumes) Elsevier and MIT Press